# Maja Willander
Maja Willander (geboren am 5. November 1977) ist eine schwedische Autorin im Feelgood-Genre. Willander hat unter anderem die Kriminalromane Mord i högan sky (Mord in den hohen Wolken) und Kärlek börjar med mord (Liebe beginnt mit Mord) geschrieben, die in dem kleinen Dorf Tjugesta in Närke spielen.

## Werke
- 2018 – Konsten att bli en viol.[2] (Die Kunst, eine Lilie zu werden) HarperCollins Nordic.
- 2019 – Samtalsgruppen för sorgbearbetning vid husdjurs hädangång.[3] (Gesprächsgruppe zur Trauerbewältigung beim Tod eines Haustieres.) HarperCollins Nordic.
- 2019 – Kärlek börjar med mord.[4] (Liebe beginnt mit Mord) Unabhängiger Verlag.
- 2021 – Tur och retur i kärlek.[5] (Hin und zurück in der Liebe.) Tiden.
- 2024 – Kärlek börjar med mord (neue Ausgabe) Willander Bokförlag.
- 2024 – Mord i högan sky.[6] (Mord in den hohen Wolken) Lind & Co (e-book und Hörbuch) und Willander Bokförlag (Papierbuch).
- 2025 – Konsten att bli en viol (neue Ausgabe als Papierbuch) Willander Bokförlag.
- 2025 – Samtalsgruppen för sorgbearbetning vid husdjurs hädangång (neue Ausgabe als Papierbuch) Willander Bokförlag.